# Пряме поштове розсилання
Пряме́ пошто́ве розсила́ння включає поштове розсилання листів, рекламних матеріалів, зразків товарів, буклетів та інших відправлень потенційним покупцям по адресах зі списків розсилання.